# Nennius (Britannien)
Nennius, walisisch Nynniaw, ist in Geoffrey of Monmouths historisch wenig zuverlässiger Geschichtsdarstellung Britanniens (Historia Regum Britanniae, ca. 1136) der Name eines britannischen Prinzen zur Zeit von Gaius Iulius Caesars Invasion der Insel 55/54 v. Chr.

## Geschichte und Legende
In Geoffrey of Monmouths Historia Regum Britanniae wird Nennius als Bruder des Königs der Catuvellaunen, Cassivellaunus, genannt. Im Brut y Brenhinedd, der walisischen Version von Geoffreys Werk, trägt er den Namen Nynniaw, Cassivellaunus heißt hier Caswallawn.
Nennius ist der dritte Sohn des Königs Heli und kämpft gemeinsam mit seinen Brüdern gegen Caesar. Im Zweikampf gelingt es ihm, Caesar das Schwert zu entreißen, weil es in seinem Schild steckenbleibt, als dieser Nennius den Kopf spalten will. Nennius kämpft dann mit Caesars Schwert weiter und tötet viele Römer, darunter auch den Militärtribunen Labienus (ein Einschub Geoffreys, der nicht stimmt, denn Titus Labienus fiel erst in der Schlacht von Munda 45 v. Chr. – es handelt sich wohl um den Tribunen Quintus Laberius Durus). 15 Tage nach der Schlacht stirbt Nennius allerdings an seiner Kopfwunde und wird in der Nähe des heutigen North Gate des Tower of London bestattet. Caesars Schwert, das den Namen crocea mors („Gelber/safranfarbener Tod“) trägt, wird mit ihm begraben.
Dieser Prinz Nennius ist nicht mit dem Geschichtsschreiber Nennius zu verwechseln.